# 1. Tennis-Bundesliga (Herren 30) 2004
Die 1. Tennis-Bundesliga der Herren 30 wurde 2004 zum ersten Mal ausgetragen.
Im Zeitraum vom 9. Mai bis zum 27. Juni 2004 kämpften sieben Teams um die Meisterschaft im Herren 30 Tennis.

## Spieltage und Mannschaften
| Spieltage                                  |
| ------------------------------------------ |
| 1. Spieltag: So., 9. Mai 2004, 11:00 Uhr   |
| 2. Spieltag: So., 16. Mai 2004, 11:00 Uhr  |
| 3. Spieltag: Do., 20. Mai 2004, 11:00 Uhr  |
| 4. Spieltag: So., 23. Mai 2004, 11:00 Uhr  |
| 5. Spieltag: So., 6. Juni 2004, 11:00 Uhr  |
| 6. Spieltag: So., 20. Juni 2004, 11:00 Uhr |
| 7. Spieltag: So., 27. Juni 2004, 11:00 Uhr |

| Mannschaften         |
| -------------------- |
| Gladbacher HTC       |
| KHTC Mülheim         |
| TC Bad Homburg       |
| TC GG Bensberg       |
| TC Noris WB Nürnberg |
| TSV Feldkirchen      |
| TV Nassau            |

## Abschlusstabelle
|     | Mannschaft           | Begegnungen | Punkte | Matches | Sätze | Spiele  |
| --- | -------------------- | ----------- | ------ | ------- | ----- | ------- |
| 01. | Gladbacher HTC       | 6           | 6:0    | 39:15   | 81:38 | 627:428 |
| 02. | TV Nassau            | 6           | 4:2    | 37:17   | 77:39 | 573:422 |
| 03. | KHTC Mülheim         | 6           | 4:2    | 33:21   | 68:51 | 570:530 |
| 04. | TSV Feldkirchen      | 6           | 2:4    | 22:32   | 54:67 | 512:589 |
| 05. | TC Bad Homburg       | 6           | 2:4    | 21:33   | 52:73 | 532:627 |
| 06. | TC GG Bensberg       | 6           | 2:4    | 20:34   | 50:73 | 539:599 |
| 07. | TC Noris WB Nürnberg | 6           | 1:5    | 17:37   | 41:82 | 486:644 |

|  | Deutscher Meister (Herren 30): Gladbacher HTC                                              |
|  | Abstieg in die 2. Tennis-Bundesliga (Herren 30) 2005: TC GG Bensberg; TC Noris WB Nürnberg |

## Mannschaftskader
| Pos. | Name                 |
| ---- | -------------------- |
| 1    | Bartłomiej Dąbrowski |
| 2    | Gianluca Pozzi       |
| 3    | Chris Wilkinson      |
| 4    |                      |
| 5    | Martijn Belgraver    |
| 6    | Davy Sels            |
| 7    | Joost Winnink        |
| 8    | Nick Weal            |
| 9    | Stefan Lohse         |
| 10   | Henrik Schmidt       |
| 11   | Markus Liesen        |
| 12   | Thomas Tillmann      |
| 13   |                      |
| 14   |                      |
| 15   |                      |
| 16   |                      |

| Pos. | Name                |
| ---- | ------------------- |
| 1    | Christian Schäffkes |
| 2    | Michael Schmidtmann |
| 3    |                     |
| 4    | Matthias Müller     |
| 5    | Carsten Thamm       |
| 6    | Peter Vehar         |
| 7    | Thomas Stratmann    |
| 8    | Marcus Lemke        |
| 9    | Carsten Lemke       |
| 10   |                     |
| 11   |                     |
| 12   |                     |
| 13   |                     |
| 14   |                     |
| 15   |                     |
| 16   |                     |

| Pos. | Name                |
| ---- | ------------------- |
| 1    | Andrei Tscherkassow |
| 2    |                     |
| 3    |                     |
| 4    |                     |
| 5    |                     |
| 6    | Sebastián Weisz     |
| 7    | Mario Penirschke    |
| 8    | Guido Fratzke       |
| 9    | Dominik Böttcher    |
| 10   | Philipp Stockhoff   |
| 11   | Uwe Becker          |
| 12   | Thomas Vennemann    |
| 13   |                     |
| 14   |                     |
| 15   |                     |
| 16   |                     |

| Pos. | Name               |
| ---- | ------------------ |
| 1    | Radomír Vašek      |
| 2    | Roman Smotlak      |
| 3    | Tomáš Krupa        |
| 4    | Christoph Gohlke   |
| 5    | Bernd Haberleitner |
| 6    | Oliver Klein       |
| 7    | Chris Berger       |
| 8    | Urban Philippek    |
| 9    | Martin Brütsch     |
| 10   | Heiner Philippek   |
| 11   | Thoersten Grüter   |
| 12   | Andreas Hundegger  |
| 13   | Carsten Nitzschke  |
| 14   | Marc Bonanni       |
| 15   |                    |
| 16   |                    |

| Pos. | Name                |
| ---- | ------------------- |
| 1    | Thomas Gollwitzer   |
| 2    | Matthias Müller     |
| 3    | Stephan Eggmayer    |
| 4    | Carsten Hübscher    |
| 5    | Emil Egerer         |
| 6    | Christian Hübscher  |
| 7    | Ralph Schmücking    |
| 8    | Ingo Baresel        |
| 9    | Gerhard Weinfurtner |
| 10   |                     |
| 11   |                     |
| 12   |                     |
| 13   |                     |
| 14   |                     |
| 15   |                     |
| 16   |                     |

| Pos. | Name               |
| ---- | ------------------ |
| 1    |                    |
| 2    | Václav Roubíček    |
| 3    |                    |
| 4    | Thomas Bruckdorfer |
| 5    | Peter Anneser      |
| 6    | Ralf Gruber        |
| 7    | Drazen Humar       |
| 8    | David Gassmann     |
| 9    |                    |
| 10   | Hans Gollwitzer    |
| 11   | Frank Seitz        |
| 12   |                    |
| 13   |                    |
| 14   |                    |
| 15   |                    |
| 16   |                    |

| Pos. | Name             |
| ---- | ---------------- |
| 1    |                  |
| 2    | Amr Ghoneim      |
| 3    | Gilbert Schaller |
| 4    |                  |
| 5    | Iztok Božic      |
| 6    | Thomas Buchmeyer |
| 7    | Rüdiger Haas     |
| 8    | David Arijs      |
| 9    | Jaroslav Bulant  |
| 10   |                  |
| 11   | Franky Backx     |
| 12   | Jörg Barzen      |
| 13   | Andreas Frey     |
| 14   |                  |
| 15   |                  |
| 16   |                  |

## Ergebnisse
Spielfreie Begegnungen werden nicht gelistet.
| Datum/Uhrzeit      | Heimmannschaft       | Gastmannschaft       | Matches | Sätze | Spiele  |
| ------------------ | -------------------- | -------------------- | ------- | ----- | ------- |
| So. 9. Mai 11:00   | KHTC Mülheim         | TV Nassau            | 3:6     | 6:13  | 66:97   |
| So. 9. Mai 11:00   | TC GG Bensberg       | Gladbacher HTC       | 2:7     | 6:14  | 65:109  |
| So. 9. Mai 11:00   | TC Bad Homburg       | TSV Feldkirchen      | 5:4     | 11:10 | 99:99   |
| So. 16. Mai 11:00  | TSV Feldkirchen      | KHTC Mülheim         | 4:5     | 9:11  | 94:99   |
| So. 16. Mai 11:00  | Gladbacher HTC       | TC Bad Homburg       | 7:2     | 14:6  | 107:73  |
| So. 16. Mai 11:00  | TC Noris WB Nürnberg | TC GG Bensberg       | 6:3     | 13:10 | 115:111 |
| Do. 20. Mai 11:00  | TC GG Bensberg       | KHTC Mülheim         | 1:8     | 5:16  | 92:117  |
| Do. 20. Mai 11:00  | TC Noris WB Nürnberg | Gladbacher HTC       | 4:5     | 8:11  | 74:91   |
| Do. 20. Mai 11:00  | TV Nassau            | TSV Feldkirchen      | 7:2     | 14:4  | 95:53   |
| So. 23. Mai 11:00  | TC GG Bensberg       | TV Nassau            | 5:4     | 10:9  | 80:69   |
| So. 23. Mai 11:00  | Gladbacher HTC       | TSV Feldkirchen      | 7:2     | 14:7  | 107:68  |
| So. 23. Mai 11:00  | TC Bad Homburg       | TC Noris WB Nürnberg | 7:2     | 15:7  | 116:96  |
| So. 6. Juni 11:00  | TV Nassau            | TC Bad Homburg       | 8:1     | 16:4  | 110:66  |
| So. 6. Juni 11:00  | TSV Feldkirchen      | TC GG Bensberg       | 5:4     | 12:8  | 96:94   |
| So. 6. Juni 11:00  | KHTC Mülheim         | TC Noris WB Nürnberg | 9:0     | 18:0  | 111:49  |
| So. 20. Juni 11:00 | TC Noris WB Nürnberg | TV Nassau            | 1:8     | 4:16  | 57:113  |
| So. 20. Juni 11:00 | Gladbacher HTC       | KHTC Mülheim         | 8:1     | 17:2  | 113:59  |
| So. 20. Juni 11:00 | TC Bad Homburg       | TC GG Bensberg       | 4:5     | 9:11  | 93:97   |
| So. 27. Juni 11:00 | TV Nassau            | Gladbacher HTC       | 4:5     | 9:11  | 89:100  |
| So. 27. Juni 11:00 | KHTC Mülheim         | TC Bad Homburg       | 7:2     | 15:7  | 118:85  |
| So. 27. Juni 11:00 | TSV Feldkirchen      | TC Noris WB Nürnberg | 5:4     | 12:9  | 102:95  |